# Schefflera pachycephala
Schefflera pachycephala är en araliaväxtart som först beskrevs av Jules Émile Planchon, Jean Jules Linden och Hermann August Theodor Harms, och fick sitt nu gällande namn av David Gamman Frodin. Schefflera pachycephala ingår i släktet Schefflera och familjen araliaväxter.
Artens utbredningsområde är Colombia. Inga underarter finns listade.